# Specjalistyczna uzbrojona formacja ochronna
Specjalistyczne uzbrojone formacje ochronne (SUFO) – wewnętrzne służby ochrony, tworzone na podstawie Ustawy o ochronie osób i mienia z 1997 r. oraz prywatne przedsiębiorstwa, które uzyskały koncesję Ministra Spraw Wewnętrznych i Administracji na prowadzenie działalności gospodarczej w zakresie usług ochrony osób i mienia, posiadają pozwolenie na broń palną na okaziciela, wydane na podstawie odrębnych przepisów.
Podstawowym zadaniem SUFO jest ochrona osób i mienia (ochrona obiektów, konwojowanie). Zadania te realizują pracownicy wpisani na listę kwalifikowanych pracowników ochrony.
SUFO w zakresie ochrony osób i mienia ma obowiązek współpracy z Policją, jednostkami ochrony przeciwpożarowej, obrony cywilnej i strażami miejskimi.
Pracownicy SUFO w ramach wykonywania zadań mają prawo do:
- legitymowania (w granicach chronionych obszarów) oraz ujęcia osób,
- stosowanie siły fizycznej jako środka przymusu bezpośredniego,
- stosowanie środków przymusu bezpośredniego takich jak pałka, kajdanki, gaz obezwładniająco-paraliżujący, paralizator itp.,
- użycia broni palnej.

Uprawnienia reguluje ustawa o ochronie osób i mienia w art. 36 mówiącym o uprawnieniach kwalifikowanego pracownika ochrony w granicach i poza granicami chronionych obiektów i obszarów. Natomiast szczegółowe warunki użycia i wykorzystania środków przymusu bezpośredniego jakich może używać, okoliczności ich uprawnionego stosowania, oraz wszystkie przypadki dopuszczalnego użycia broni palnej określa ustawa z dnia 24 maja 2013 r. o środkach przymusu bezpośredniego i broni palnej.
Nadzór nad działalnością specjalistycznych uzbrojonych formacji ochronnych sprawuje Komendant Główny Policji